# Gabardán
Gabardán es un antiguo país de Gascuña, al este del actual departamento de las Landas, a caballo entre el Gers. Es parte de las Pequeñas Landas, una región de transición entre la Gran Landa (o Alta Landa) y Armagnac. Su población principal es Gabarret.

## Historia
El Gabardan estaba situado en el territorio de los Sotiates y los Elusates, en la época de la antigua Aquitania.
El vizcondado de Gabardán se estableció a finales del siglo XX, como varios vizcondados en Gascuña incluyendo el de Marsán.
En el siglo XVI, el vizcondado de Gabardán, el país de Marsán y el Aguais, formaban parte del ducado de Albret y entraron en el dominio real en 1589, con la subida al trono de Francia de Enrique IV.
El vizcondado incluía a Arx, Baudiets, Baudignan, Escalans, Estampon, Gabarret, Groulous, Herré, Losse, Lubbon, Lussole, Rimbez, Saint-Criq, Saint-Martin-le-Vieux, Sainte-Meille, Saint-Pè-de-Brocas y Vielle-Soubiran.

## Geografía
Hoy compartido entre el departamento de las Landas (región de Nueva Aquitania) al oeste y el de Gers (región de Occitania) al este, Gabardán también se divide entre Albret al norte y Bajo Armañac al sur.

## Lenguas habladas
- Francés (idioma oficial, hablado y entendido por toda la población)
- Gascón (vernáculo, todavía en uso en las zonas rurales).